# مويينا
بلدية مويينا (بالإسبانية: Mollina) هي بلدية تقع في مقاطعة مالقة التابعة لمنطقة أندلوسيا جنوب إسبانيا.

## الديموغرافيا
بلغ عدد سكان بلدية مويينا 5.283 نسمة عام 2011 (وفقاً للمعهد الوطني الإسباني للإحصاء).
| 3.276 | 3.345 | 3.514 | 4.151 | 4.645 | 5.152 | 5.283 |